# 1. Fußball-Club Köln 01/07 2021-2022 (calcio femminile)
Questa voce raccoglie le informazioni riguardanti il 1. Fußball-Club Köln 01/07  nelle competizioni ufficiali della stagione calcistica 2021-2022.

## Divise e sponsor
La tenuta di gioco è la stessa del Colonia maschile.
| Casa | Trasferta | Terza divisa |

## Rosa
Rosa, ruoli e numeri di maglia come da sito ufficiale, aggiornati al 25 ottobre 2021.
| N. |                        | Ruolo | Calciatrice           |
| -- | ---------------------- | ----- | --------------------- |
| 1  | Germania (bandiera)    | P     | Manon Klett           |
| 2  | Germania (bandiera)    | D     | Francesca Calò        |
| 3  | Germania (bandiera)    | D     | Sabrina Horvat        |
| 4  | Germania (bandiera)    | D     | Marith Müller-Prießen |
| 6  | Paesi Bassi (bandiera) | D     | Myrthe Moorrees       |
| 7  | Germania (bandiera)    | C     | Manjou Wilde          |
| 8  | Germania (bandiera)    | A     | Mandy Islacker        |
| 9  | Polonia (bandiera)     | C     | Adriana Achcińska     |
| 10 | Israele (bandiera)     | A     | Sharon Beck           |
| 11 | Germania (bandiera)    | A     | Eunice Beckmann       |
| 12 | Germania (bandiera)    | C     | Alicia-Sophie Gudorf  |

| N. |                     | Ruolo | Calciatrice          |
| -- | ------------------- | ----- | -------------------- |
| 16 | Germania (bandiera) | P     | Pauline Nelles       |
| 17 | Giappone (bandiera) | C     | Yuka Hirano          |
| 18 | Germania (bandiera) | C     | Irini Ioannidou      |
| 20 | Germania (bandiera) | C     | Anja Pfluger         |
| 21 | Germania (bandiera) | D     | Peggy Kuznik         |
| 22 | Irlanda (bandiera)  | A     | Amber Barrett        |
| 23 | Germania (bandiera) | A     | Jana Beuschlein      |
| 24 | Polonia (bandiera)  | C     | Weronika Zawistowska |
| 25 | Germania (bandiera) | D     | Laura Donhauser      |
| 31 | Svizzera (bandiera) | D     | Rachel Rinast        |
| 34 | Svizzera (bandiera) | P     | Elvira Herzog        |

## Calciomercato

### Sessione estiva
| Acquisti | Acquisti             | Acquisti         | Acquisti   |
| R.       | Nome                 | da               | Modalità   |
| -------- | -------------------- | ---------------- | ---------- |
| P        | Elvira Herzog        | Friburgo         | definitivo |
| D        | Laura Donhauser      | Bayern Monaco    | definitivo |
| D        | Irini Ioannidou      | SGS Essen        | definitivo |
| D        | Myrthe Moorrees      | Sand             | definitivo |
| C        | Adriana Achcińska    | SMS Łódź         | definitivo |
| C        | Manjou Wilde         | SGS Essen        | definitivo |
| A        | Jana Beuschlein      | Hoffenheim       | definitivo |
| A        | Weronika Zawistowska | Czarni Sosnowiec | definitivo |

| Cessioni | Cessioni       | Cessioni                | Cessioni   |
| R.       | Nome           | a                       | Modalità   |
| -------- | -------------- | ----------------------- | ---------- |
| P        | Saskia Frensch | Hoffenheim II           | definitivo |
| D        | Kristina Hild  | SV Waldenrath-Straeten  | definitivo |
| D        | Sophie Trepohl | UNC Wilmington Seahawks | definitivo |
| C        | Sonja Giraud   | Aarau                   | definitivo |
| A        | Karoline Kohr  | RFCU Lussemburgo        | definitivo |

### Sessione invernale
| Acquisti | Acquisti       | Acquisti      | Acquisti   |
| R.       | Nome           | da            | Modalità   |
| -------- | -------------- | ------------- | ---------- |
| D        | Kristin Demann | Bayern Monaco | definitivo |

| Cessioni | Cessioni | Cessioni | Cessioni | Cessioni |
| R.       | Nome     | a        | Modalità |          |
| -------- | -------- | -------- | -------- | -------- |
|          |          |          |          |          |

### Operazioni esterne alle sessioni
| Acquisti | Acquisti      | Acquisti      | Acquisti   |
| R.       | Nome          | da            | Modalità   |
| -------- | ------------- | ------------- | ---------- |
| C        | Andrea Gavrić | Bayern Monaco | svincolata |

| Cessioni | Cessioni | Cessioni | Cessioni | Cessioni |
| R.       | Nome     | a        | Modalità |          |
| -------- | -------- | -------- | -------- | -------- |
|          |          |          |          |          |

## Risultati

### Frauen-Bundesliga

#### Girone di andata
| Arbitro: | Arlt (Greven) |

|           |           |                     |
| Räcke 50’ | Marcatori | 51’ (rig.) Islacker |

| Arbitro: | Schwermer (Rieder) |

|           |           |                            |
| Wilde 16’ | Marcatori | 27’ Harsch 77’ Wienroither |

| Arbitro: | Breier (Konz) |

|                                                     |           |  |
| Prašnikar 34’ Moorrees 48’ (aut.) Martinez 56’, 86’ | Marcatori |  |

| Arbitro: | Diekmann (Dortmund) |

|  |           |                                                                    |
|  | Marcatori | 18’, 27’ Rall 22’ Kumagai 44’ Dallmann 73’ Viggósdóttir 75’ Asseyi |

| Arbitro: | Wildfeuer (Lubecca) |

|                                      |           |  |
| van de Sanden 36’ Roord 72’ Huth 85’ | Marcatori |  |

| Arbitro: | Westerhoff (Bochum) |

|                                |           |  |
| Kuznik 22’ Islacker 48’ (rig.) | Marcatori |  |

| Arbitro: | Söder (Ingolstadt) |

|                             |           |                                               |
| Zeller 63’, 82’ Nikolić 73’ | Marcatori | 13’ Zawistowska 34’, 49’, 80’ (rig.) Islacker |

| Arbitro: | Schwermer (Rieder) |

|              |           |                            |
| Moorrees 22’ | Marcatori | 59’ Cerci 72’, 88’ Kössler |

| Brema 19 novembre 2021, ore 19:15 CET 9ª giornata | Werder Brema           | 0 – 0 referto | Colonia | Weserstadion - Platz 11 (246 spett.)\| Arbitro: \| Hussein (Bad Harzburg) \| |
| Arbitro:                                          | Hussein (Bad Harzburg) |               |         |                                                                              |

| Arbitro: | Westerhoff (Bochum) |

|         |           |  |
| Beck 7’ | Marcatori |  |

| Arbitro: | Heidenreich (Bad Schwartau) |

|                               |           |                          |
| Fölmli 45+3’ Steuerwald 90+4’ | Marcatori | 10’ Beck 24’ Zawistowska |

#### Girone di ritorno
| Arbitro: | Michel (Gau-Odernheim) |

|                       |           |          |
| Beck 3’ Donhauser 35’ | Marcatori | 78’ Baaß |

| Arbitro: | Appelmann (Alzey) |

|           |           |             |
| Billa 10’ | Marcatori | 85’ Barrett |

| Arbitro: | Söder (Ingolstadt) |

|                 |           |                          |
| Zawistowska 17’ | Marcatori | 34’ Anyomi 40’ Prašnikar |

| Arbitro: | Joos (Leinfelden-Echterdingen) |

|                                                          |           |  |
| Schüller 48’, 68’, 76’ Asseyi 49’ Glas 66’ Kumagai 90+1’ | Marcatori |  |

| Arbitro: | Heimann (Gladbeck) |

|              |           |                                                  |
| Beckmann 69’ | Marcatori | 21’, 32’ Jónsdóttir 37’, 63’ Waßmuth 90+1’ Roord |

| Arbitro: | Duske (Leverkusen) |

|              |           |                                      |
| Sahraoui 29’ | Marcatori | 61’ (rig.), 73’ Barrett 67’ Islacker |

| Arbitro: | Heidenreich (Bad Schwartau) |

|              |           |            |
| Islacker 16’ | Marcatori | 86’ Zeller |

| Arbitro: | Appelmann (Alzey) |

|                          |           |  |
| Mesjasz 27’ Weidauer 39’ | Marcatori |  |

| Arbitro: | Kost (Holzwickede) |

|            |           |              |
| Barrett 1’ | Marcatori | 18’ Hausicke |

| Arbitro: | Joos (Leinfelden-Echterdingen) |

|                   |           |  |
| Rinast 55’ (rig.) | Marcatori |  |

| Colonia 15 maggio 2022, ore 14:00 CEST 22ª giornata | Colonia             | 0 – 0 referto | Friburgo | Franz-Kremer-Stadion (1 049 spett.)\| Arbitro: \| Westerhoff (Bochum) \| |
| Arbitro:                                            | Westerhoff (Bochum) |               |          |                                                                          |

### DFB-Pokal der Frauen
| Arbitro: | Lutz (Poppenhausen) |

|  |           |                                                                             |
|  | Marcatori | 10’ Kuznik 31’ Beck 39’ Beckmann 50’ Gudorf 81’, 90+2’ Islacker 83’ Barrett |

| Arbitro: | Westerhoff (Bochum) |

|  |           |                                                                         |
|  | Marcatori | 23’ (rig.), 67’ Barrett 48’ Beckmann 51’ Müller-Prießen 77’, 86’ Kuznik |

| Arbitro: | Derlin (Bad Schwartau) |

|                        |           |  |
| Höbinger 53’ Cerci 88’ | Marcatori |  |

## Statistiche

### Statistiche di squadra
| Competizione         | Punti | In casa | In casa | In casa | In casa | In casa | In casa | In trasferta | In trasferta | In trasferta | In trasferta | In trasferta | In trasferta | Totale | Totale | Totale | Totale | Totale | Totale | DR  |
| Competizione         | Punti | G       | V       | N       | P       | Gf      | Gs      | G            | V            | N            | P            | Gf           | Gs           | G      | V      | N      | P      | Gf     | Gs     | DR  |
| -------------------- | ----- | ------- | ------- | ------- | ------- | ------- | ------- | ------------ | ------------ | ------------ | ------------ | ------------ | ------------ | ------ | ------ | ------ | ------ | ------ | ------ | --- |
| Frauen-Bundesliga    | 22    | 11      | 4       | 2       | 5       | .       | .       | 11           | 1            | 5            | 5            | .            | .            | 22     | 5      | 7      | 10     | 22     | 45     | -23 |
| DFB-Pokal der Frauen | -     | -       | -       | -       | -       | -       | -       | 3            | 2            | 0            | 1            | 13           | 2            | 3      | 2      | 0      | 1      | 13     | 2      | +11 |
| Totale               | -     | 11      | 4       | 2       | 5       | .       | .       | 14           | 3            | 5            | 6            | .            | .            | 25     | 7      | 7      | 11     | 35     | 47     | -12 |

### Andamento in campionato
| Giornata  | 1 | 2 | 3 | 4  | 5  | 6 | 7 | 8 | 9 | 10 | 11 | 12 | 13 | 14 | 15 | 16 | 17 | 18 | 19 | 20 | 21 | 22 |
| --------- | - | - | - | -- | -- | - | - | - | - | -- | -- | -- | -- | -- | -- | -- | -- | -- | -- | -- | -- | -- |
| Luogo     | T | C | T | C  | T  | C | T | C | T | C  | T  | C  | T  | C  | T  | C  | T  | C  | T  | C  | T  | C  |
| Risultato | N | P | P | P  | P  | V | V | P | N | V  | N  | V  | N  | P  | P  | P  | N  | N  | P  | N  | P  | V  |
| Posizione | 6 | 8 | 8 | 11 | 11 | 9 | 7 | 9 | 9 | 8  | 8  | 7  | 8  | 8  | 8  | 8  | 8  | 8  | 8  | 8  | 8  | 8  |

Legenda:

Luogo: C = Casa; T = Trasferta. Risultato: V = Vittoria; N = Pareggio; P = Sconfitta.

### Statistiche delle giocatrici
| Giocatore         | Frauen-Bundesliga | Frauen-Bundesliga | Frauen-Bundesliga | Frauen-Bundesliga | DFB-Pokal der Frauen | DFB-Pokal der Frauen | DFB-Pokal der Frauen | DFB-Pokal der Frauen | Totale   | Totale | Totale      | Totale     |
| Giocatore         | Presenze          | Reti              | Ammonizioni       | Espulsioni        | Presenze             | Reti                 | Ammonizioni          | Espulsioni           | Presenze | Reti   | Ammonizioni | Espulsioni |
| ----------------- | ----------------- | ----------------- | ----------------- | ----------------- | -------------------- | -------------------- | -------------------- | -------------------- | -------- | ------ | ----------- | ---------- |
| A. Achcińska      | 19                | 0                 | 3                 | 0                 | 2                    | 0                    | 0                    | 0                    | 21       | 0      | 3           | 0          |
| A. Barrett        | 18                | 4                 | 0                 | 0                 | 3                    | 3                    | 0                    | 0                    | 21       | 7      | 0           | 0          |
| S. Beck           | 18                | 3                 | 1                 | 0                 | 3                    | 1                    | 0                    | 0                    | 21       | 4      | 1           | 0          |
| E. Beckmann       | 14                | 1                 | 3                 | 0                 | 3                    | 2                    | 0                    | 0                    | 17       | 3      | 3           | 0          |
| J. Beuschlein     | -                 | -                 | -                 | -                 | -                    | -                    | -                    | -                    | -        | -      | -           | -          |
| F. Calò           | 9                 | 0                 | 1                 | 0                 | 2                    | 0                    | 0                    | 0                    | 11       | 0      | 1           | 0          |
| K. Demann         | 4                 | 0                 | 0                 | 0                 | 1                    | 0                    | 0                    | 0                    | 5        | 0      | 0           | 0          |
| L. Donhauser      | 15                | 1                 | 0                 | 0                 | 2                    | 0                    | 0                    | 0                    | 17       | 1      | 0           | 0          |
| A-S. Gudorf       | 18                | 0                 | 0                 | 0                 | 2                    | 1                    | 0                    | 0                    | 20       | 1      | 0           | 0          |
| E. Herzog         | 1                 | -2                | 0                 | 0                 | 2                    | 0                    | 0                    | 0                    | 3        | -2     | 0           | 0          |
| Y. Hirano         | 11                | 0                 | 0                 | 0                 | 3                    | 0                    | 0                    | 0                    | 14       | 0      | 0           | 0          |
| S. Horvat         | 17                | 0                 | 4                 | 0                 | 3                    | 0                    | 0                    | 0                    | 20       | 0      | 4           | 0          |
| I. Ioannidou      | 0                 | 0                 | 0                 | 0                 | -                    | -                    | -                    | -                    | 0        | 0      | 0           | 0          |
| M. Islacker       | 17                | 7                 | 3                 | 0                 | 1                    | 2                    | 0                    | 0                    | 18       | 9      | 3           | 0          |
| M. Klett          | 18                | -40               | 0                 | 0                 | 1                    | -2                   | 0                    | 0                    | 19       | -42    | 0           | 0          |
| L. Krump          | 0                 | 0                 | 0                 | 0                 | -                    | -                    | -                    | -                    | 0        | 0      | 0           | 0          |
| P. Kuznik         | 21                | 1                 | 7                 | 0                 | 3                    | 3                    | 0                    | 0                    | 24       | 4      | 7           | 0          |
| M. Müller-Prießen | 10                | 0                 | 1                 | 0                 | 2                    | 1                    | 0                    | 0                    | 12       | 1      | 1           | 0          |
| M. Moorrees       | 18                | 1                 | 5                 | 0                 | 3                    | 0                    | 0                    | 0                    | 21       | 1      | 5           | 0          |
| P. Nelles         | 3                 | -3                | 0                 | 0                 | 0                    | 0                    | 0                    | 0                    | 3        | -3     | 0           | 0          |
| A. Pfluger        | 19                | 0                 | 6                 | 0                 | 3                    | 0                    | 0                    | 0                    | 22       | 0      | 6           | 0          |
| R. Rinast         | 19                | 0                 | 1                 | 0                 | 3                    | 0                    | 0                    | 0                    | 22       | 0      | 1           | 0          |
| M. Wilde          | 18                | 1                 | 0                 | 0                 | 3                    | 0                    | 0                    | 0                    | 21       | 1      | 0           | 0          |
| W. Zawistowska    | 22                | 3                 | 0                 | 0                 | 2                    | 0                    | 0                    | 0                    | 24       | 3      | 0           | 0          |